# 沈翼機
沈翼機（1664年—?），字西園，號澹初，浙江海寧人。清朝翰林。

## 生平
康熙三年（1664年）出生。早年為諸生，工於詩，好吟詠。康熙四十五年（1706年）中進士，選庶吉士，散館授编修。康熙五十七年，督学贵州，“以扶植名教为己任”。雍正元年，改江西學政。雍正二年，在江西學政任上，上奏並获准增文生员学额五名。官至翰林院侍讀學士。雍正九年，與傅王露、陸奎勳等敕修《浙江通志》。後乞假歸里。乾隆元年，復補原官。晚年致仕，居家仍吟詠不斷。卒年不詳。

## 著作
著有《澹初詩稿》八卷，附录其子沈廷薦《见山堂诗抄》一卷。